# Diócesis de Feldkirch
La diócesis de Feldkirch (en latín: Dioecesis Campitemplen(sis) y en alemán: Diözese Feldkirch) es una circunscripción eclesiástica latina de la Iglesia católica en Austria, sufragánea de la arquidiócesis de Salzburgo. La diócesis tiene al obispo Benno Elbs como su ordinario desde el 8 de mayo de 2013.

## Territorio y organización

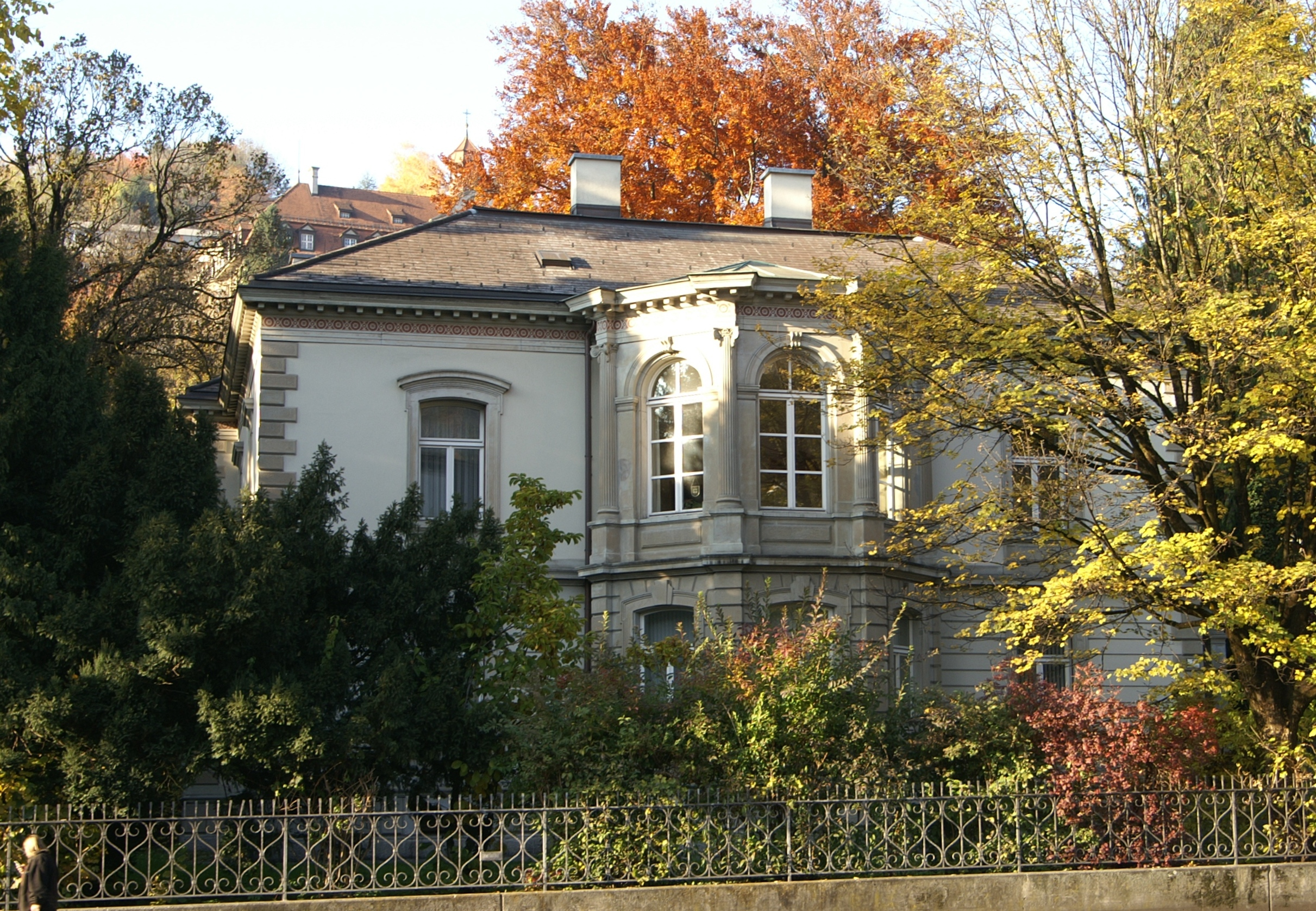
Residencia episcopal

La diócesis tiene 2601 km² y extiende su jurisdicción sobre los fieles católicos de rito latino residentes en el estado de Vorarlberg.
La sede de la diócesis se encuentra en la ciudad de Feldkirch, en donde se halla la Catedral de San Nicolás. En la diócesis existen dos basílicas menores: la de la Visitación de la Virgen María, en Bildstein, y la de Nuestra Señora, en Rankweil.
En 2019 en la diócesis existían 126 parroquias.

## Historia
El 8 de diciembre de 1968, en virtud de la bula Christi caritas del papa Pablo VI, se dividió la diócesis de Innsbruck-Feldkirch, dando lugar a la actual diócesis de Feldkirch y a la diócesis de Innsbruck.
Hasta principios del siglo XIX, la parte norte del territorio de la diócesis de hoy era parte de la diócesis de Constanza, mientras que la parte sur pertenecía a la diócesis de Coira y porciones menores de territorio a la diócesis de Augsburgo. Posteriormente estos territorios pasaron a formar parte de la diócesis de Bresanona, a la que permanecieron unidos hasta la institución de la administración apostólica de Innsbruck-Feldkirch en 1921.

## Estadísticas
De acuerdo al Anuario Pontificio 2020 la diócesis tenía a fines de 2019 un total de 233 081 fieles bautizados. 
| Año                                                                             | Población            | Población | Población      | Sacerdotes | Sacerdotes    | Sacerdotes    | Bautizados por sacerdote | Diáconos permanentes | Religiosos | Religiosos | Parroquias |
| Año                                                                             | Bautizados católicos | Total     | % de católicos | Total      | Clero secular | Clero regular | Bautizados por sacerdote | Diáconos permanentes | Varones    | Mujeres    | Parroquias |
| ------------------------------------------------------------------------------- | -------------------- | --------- | -------------- | ---------- | ------------- | ------------- | ------------------------ | -------------------- | ---------- | ---------- | ---------- |
| 1968                                                                            | 269 596              | 528 812   | 51.0           | 319        | 206           | 113           | 845                      |                      | 184        | 728        | 124        |
| 1980                                                                            | 281 691              | 312 895   | 90.0           | 260        | 172           | 88            | 1083                     | 6                    | 136        | 784        | 138        |
| 1990                                                                            | 278 364              | 331 797   | 83.9           | 225        | 167           | 58            | 1237                     | 9                    | 87         | 563        | 141        |
| 1999                                                                            | 273 361              | 363 225   | 75.3           | 232        | 165           | 67            | 1178                     | 13                   | 96         | 325        | 124        |
| 2000                                                                            | 271 372              | 365 268   | 74.3           | 229        | 157           | 72            | 1185                     | 13                   | 99         | 347        | 124        |
| 2001                                                                            | 270 152              | 367 321   | 73.5           | 222        | 157           | 65            | 1216                     | 16                   | 92         | 339        | 124        |
| 2002                                                                            | 269 390              | 367 811   | 73.2           | 222        | 157           | 65            | 1213                     | 16                   | 91         | 331        | 124        |
| 2003                                                                            | 268 986              | 372 359   | 72.2           | 227        | 155           | 72            | 1184                     | 16                   | 94         | 456        | 124        |
| 2004                                                                            | 267 950              | 375 543   | 71.4           | 225        | 156           | 69            | 1190                     | 18                   | 87         | 316        | 124        |
| 2006                                                                            | 265 110              | 383 161   | 69.2           | 214        | 148           | 66            | 1238                     | 18                   | 82         | 285        | 124        |
| 2013                                                                            | 247 436              | 373 849   | 66.2           | 200        | 139           | 61            | 1237                     | 23                   | 73         | 302        | 125        |
| 2016                                                                            | 240 649              | 382 552   | 62.9           | 212        | 135           | 77            | 1135                     | 24                   | 87         | 262        | 126        |
| 2019                                                                            | 233 081              | 395 012   | 59.0           | 193        | 123           | 70            | 1207                     | 22                   | 84         | 230        | 126        |
| Fuente: Catholic-Hierarchy, que a su vez toma los datos del Anuario Pontificio. |                      |           |                |            |               |               |                          |                      |            |            |            |

## Episcopologio
- Bruno Wechner † (9 de diciembre de 1968-21 de enero de 1989 retirado)
- Klaus Küng (21 de enero de 1989-7 de octubre de 2004 nombrado obispo de Sankt Pölten)
- Elmar Fischer † (24 de mayo de 2005-15 de noviembre de 2011 retirado)
- Benno Elbs, desde el 8 de mayo de 2013